# Емерсон Леао
Емерсон Леао (порт. Emerson Leão, [ˈɛmeʁsõ leˈɐ̃w]; нар. 11 липня 1949, Рібейран-Прету) — бразильський футболіст, що грав на позиції воротаря, а також футбольний тренер. Чемпіон світу 1970 року.
Виступав за низку бразильських команд, найбільших успіхів досяг з «Палмейрасом». Також провів 80 офіційних матчів за збірної Бразилії, за яку грав протягом 15-ти років.
По завершенні кар'єри став тренером. Працював у Бразилії, Японії і Катарі. Тренував збірну Бразилії.

## Клубна кар'єра
Леао народився в 1949 році в маленькому провінційному містечку Рібейран-Прету в штаті Сан-Паулу. З дитинства почав грати у футбол, як й майже всі бразильські хлопці. Але на відміну від переважної більшості однолітків, Леао вибрав від самого початку позицію воротаря. Вже в 10 років він грав у дитячій команді «Сан-Жозе», у 13 — за юнацьку команду клубу «Комерсіал» з рідного містечка Рібейран-Прету. В 15 років підписав свій перший професійний контракт з «Сан-Жозе», потім на деякий час повернувся в «Комерсіал», проте в 1968 році, коли йому було дев'ятнадцять, був взятий до одного з найсильніших у країні клубів, «Палмейрас» із Сан-Паулу, і в тому ж році завоював звання чемпіона країни.

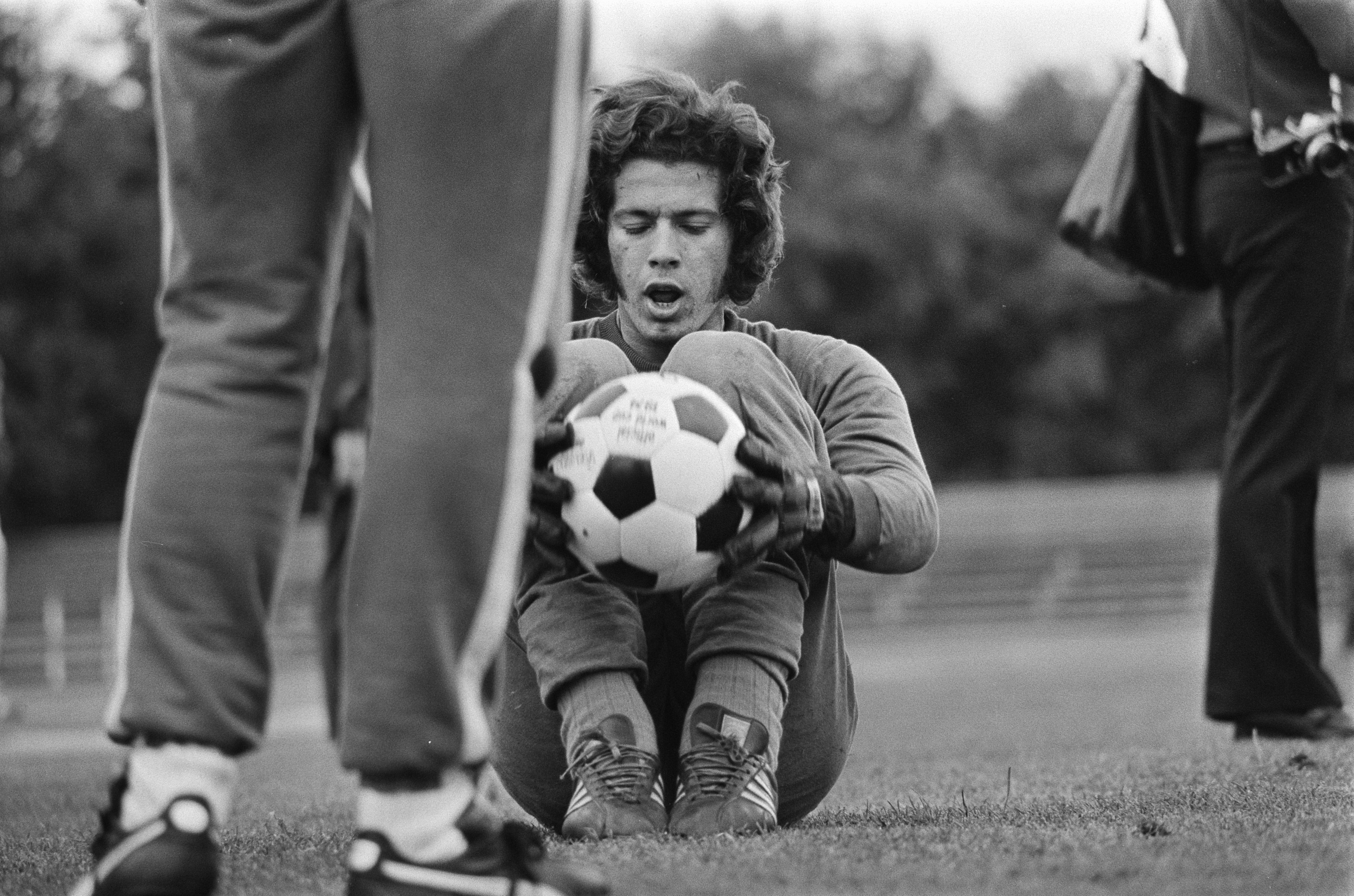
Емерсон Леао у 1974 році.

З «Палмейрасом» він тричі ставав чемпіоном країни (в 1969, в 1972 і 1973 роках), і також тричі — чемпіоном штату Сан-Пауло (1972, 1974 і 1976 роках). У 1973 році добився приголомшливого результату: 1058 хвилин гри без єдиного гола. У 1978 році «Палмейрас» грав на своєму полі з командою «Гуарані» (Кампінас) перший з двох фінальних матчів, за підсумками яких мав визначитися чемпіон країни. На 25-й хвилині другого тайму за рахунку 0:0, коли Леао володів у своєму штрафному майданчику м'ячем і думав, куди його спрямувати, нападник гостей Карека наблизився до нього, намагаючись блокувати, перешкодити направити м'яч в потрібну точку. Причому Карека не штовхав «Лева», не чіпав його, не було ніякого фізичного контакту, він просто дратував воротаря своєю присутністю. І Леао грубо штовхнув його, перекинув на землю, після чого суддя тут же призначив пенальті у ворота «Палмейраса» і вигнав з поля воротаря. Ситуація для господарів ускладнилася тим, що дозволені заміни вже були зроблені, тому в ворота став польовий гравець. Одинадцятиметровий був забитий і клуб, що залишився в меншості, матч програв, так само, як і гру-відповідь. Чемпіоном країни став «Гуарані», а Леао був оголошений торсидою винуватцем трагедії і вигнаний з клубу.
У 1978 році, коли він підписав контракт з «Васко да Гама», гравці цього клубу мало не влаштували йому обструкцію через те, що він зумів виторгувати для себе умови, що набагато перевершували стандартні для цього клубу.
Згодом, граючи за «Греміо», став чемпіоном штату в 1980 році і чемпіоном країни на наступний рік. У 1982 році, коли Леао зі скандалом покинув «Греміо», керівники «Фламенго» спробували запросити його до свого клубу. Однак майже всі провідні гравці збунтувалися і не захотіли бачити у своїх лавах примхливого і незлагідного «Лева». Перехід не відбувся. І Леао направився в «Корінтіанс» — найпопулярніший в штаті Сан-Пауло клуб. Тоді в ньому грали знаменитий Сократес, Казагранде, Віола, Зенон та ін. І в цьому клубі вперше в історії бразильського футболу під впливом грандіозних змін, що відбувалися в країні (рушився режим військової диктатури), за ініціативою Сократеса запанувала атмосфера, яка отримала назву «Корінтіанська демократі». Виникла, точніше була створена самими гравцями атмосфера повної довіри і найсуворішої відповідальності. Був скасований режим зненавиджених усіма футболістами багатоденних передігрових зборів, гравці прибували на стадіон прямо до матчу.
Провідні гравці «Корінтіанса» теж зустріли «Лева» непривітно, справедливо побоюючись, що прихід цієї зірки підірве атмосферу товариства і братства. Казагранде, назвавши Леао «руйнівним елементом», навіть заявив про своє бажання піти з клубу, якщо там з'явиться «цей тип». Але все ж «Лев» став у ворота, відправивши в запас трьох голкіперів, що вже були в «Корінтіансі», і завоював разом з клубом звання чемпіона штату. Втім, незабаром він розпрощався з «Корінтіансом», і йдучи, не без єхидства зауважив: «Я був в „Корінтіансі“, але не в цій їх „демократії“».

## Виступи за збірну
Перший матч у складі національної збірної Бразилії Леао зіграв на «Маракані» 8 березня 1970 року зі збірною Аргентини. Бразильська збірна, що до того часу блискуче відіграла відбірковий турнір до чемпіонату світу 1970 року, проводила серію товариських матчів, награючи склад і пробуючи тактичні варіанти тренера Жоана Салданьї. Бразильці перемогли 2:1 завдяки блискучим голам Жаїрзіньйо і Пеле, а гра Леао вразила спокоєм і впевненістю: в пропущеному голі провини юного воротаря не було. Цей матч був першим для Леао і став останнім для Салданьї, який буквально через два-три дні був звільнений і замінений на Маріо Загало. На наступний товариський матч зі збірною Чилі 22 березня Загало теж поставив Леао, і він відіграв його ще успішніше: бразильці виграли 5:0. Однак після цього Леао довго у воротах збірної не з'являвся: за справу взявся, і дуже непогано, повернений в команду Фелікс Мієлі, який і зіграв на чемпіонаті світу усі матчі, а Леао став чемпіоном світу, так і не зігравши на турнірі.

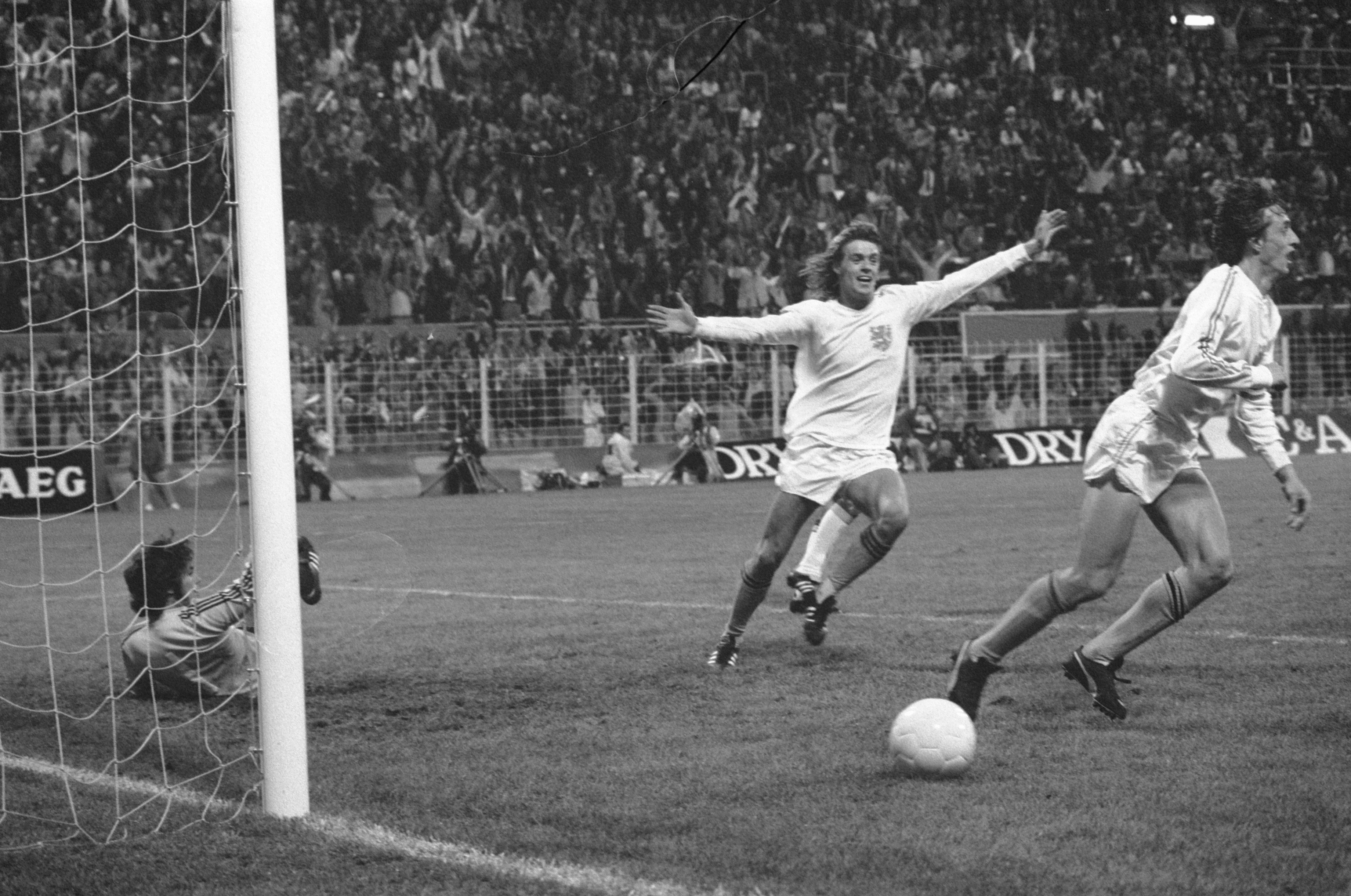
Емерсон Леао пропускає другий м'яч від збірної Нідерландів на чемпіонаті світу 1974 року.

У ворота національної команди молодий воротар повернувся лише в 1972 році, коли Бразилія запросила до себе кілька збірних на турнір, присвячений 150-річчю проголошення своєї незалежності. Всі чотири матчі цього турніру Леао зіграв «всуху»: з Чехословаччиною (0:0), Югославією (3:0), Шотландією (1:0) і Португалією (1:0). Потім деякий час Леао захищав ворота національної збірної в чергу з Ренато і Венделом, в 1974 році зайняв міцно місце голкіпера, і в цій якості дуже непогано відіграв чемпіонат світу 1974: в семи матчах пропустив лише чотири голи. Перший груповий етап бразильці пройшли багато в чому завдяки своєму голкіперу — він не пропустив у всіх трьох зустрічах. З огляду на, що із сильними на той час збірним Югославії і Шотландії бразильці зіграли по 0:0, саме внесок воротаря можна визнати вирішальним фактором у загальному успіху. Два перші матчі другого етапу принесли бразильцям дві перемоги, причому перший м'яч Леао пропустив лише в п'ятій грі чемпіонату, виграній у Аргентини з рахунком 2:1. В останній грі раунду бразильцям потрібна була тільки перемога над голландцями. Але мало хто міг протистояти тоді тотальному футболу, тому бразильці програли 0:2, а після цього Бразилія програла ще й полякам в матчі за 3-е місце. У Бразилії результати турніру були визнані провальними, одним з винуватців «катастрофи» був визнаний, як нерідко буває в таких ситуаціях, воротар, вигнаний зі збірної на два роки.
У її ворота він повернувся лише в 1976 році, коли збірна Бразилії була запрошена до США на турнір, присвячений 200-річчю незалежності цієї країни. Всі три матчі бразильці виграли (з Англією — 1:0, США — 2:0, з Італією — 4:1), Леао міг відчувати себе тепер «реабілітованим», і саме з цього турніру почався його найяскравіший зоряний період, найчудовиший цикл виступів за першу команду країни: 39 матчів поспіль без жодної заміни протягом трьох з половиною років — з 23 травня 1976 року по 31 жовтня 1979 року. У цих 39-ти поєдинках він пропустив усього 22 м'ячі, при тому, що за цей період відбувся чемпіонат світу 1978 року і Кубок Америки 1979 року. При цьому на чемпіонаті світу Леао відіграв блискуче: всього три голи в семи матчах. Однак через особливості турнірної схеми, придуманої ФІФА, Бразилія, що не мала жодної поразки на турнірі, виявилася лише третьою, а чемпіонами стали аргентинці, переможені в одній грі групового турніру. Лише бронзову медаль Леао здобув з командою і за результатами континентального чемпіонату рік по тому.
Після цього Леао надовго зник зі збірної. Його не запросили на чемпіонат світу 1982 року. Повернувся він у головну команду країни лише після того, як за традицією одним з головних винуватців поразки на світовому чемпіонаті 1982 року був оголошений воротар Валдір Перес, який пропустив 5 липня 1982 року три знаменитих м'яча від італійця Паоло Россі. Після цього Леао знову зміг зіграти за збірну чотирнадцять матчів поспіль. І знову Кубок Америки 1983 року став для нього фатальним: бразильці зайняли на цьому турнірі лише друге місце, що вважалось рівнозначним провалу, і Леао знову був відправлений у відставку. Починалася епоха нових молодих голкіперів: Пауло Вітора і Карлоса.
Свій останній матч за збірну «Лев» зіграв 30 квітня 1986 року. Це був поєдинок з Югославією в ході підготовки до прийдешнього чемпіонату світу 1986 року у Мексиці. У першому таймі Леао пропустив один м'яч, і був замінений юним Жилмаром, який теж один раз дістав м'яч з сітки. Бразильці виграли 4:2, Леао був збережений у складі збірної, відправився до Мексики, але там не зіграв жодної хвилини, просидів усі п'ять зіграних Бразилією матчів на лавці запасних, чого не зміг пробачити Теле Сантані: «Якщо він мене взяв на чемпіонат світу, коли мені було 37 років, мабуть, він довіряв моєму досвіду. Навіщо ж було тримати мене на лавці, як 19-річного хлопця?!».
Загальний баланс виступів Леао за збірну вельми вражаючий: якщо вважати тільки матчі з національними збірними інших країн, то Леао брав участь у 81-му такому поєдинку і пропустив в них 51 гол. За даними газети «Жорнал ду Бразил» загальне число виступів Леао за збірну (включаючи матчі і з клубними командами) виражається числом 115. Ця газета повідомила, що 13 жовтня 1983 року, коли Леао грав свій сотий матч за національну команду (1:1 зі збірною Парагваю), число пропущених ним голів досягла рівно 60. Це означає дуже високий (60 відсотків) «коефіцієнт надійності». Також Леао зіграв за збірну 27 неофіційних матчів, в яких пропустив 23 голи.

## Тренерська кар'єра
Свій останній матч він зіграв в 1987 році за «Спорт Ресіфі». І відразу після цього став тренером того ж «Спорта». Вступаючи на посаду в цій не дуже великій команді, яка ніколи не входила в еліту бразильського футболу, Леао сказав, що він поки починає тут, але сподівається рано чи пізно стати тренером збірної. При цьому через лише дванадцять років прогноз збувся. Його тренерська кар'єра почалася з помітного успіху: ведений Леао «Спорт» в 1987 році став чемпіоном Бразилії.
Потім Леао відправився до Сан-Пауло, де тренував клуби «Португеза Деспортос» та «Сан-Жозе». У 1989 році Леао повернувся у свій перший і головний клуб — «Палмейрас», в 26 матчах чемпіонату штату Сан-Пауло він здобув 21 перемогу і ледь не привів команду до чемпіонського звання. Утім, на шляху до цього титулу став скромний провінційний «Брагантіно». Робота в «Палмейрасі» теж була далеко не безхмарною: Леао виставив з команди Нето, який одразу ж був узятий вічним і непримиренним суперником «Палмейраса» «Корінтіансом» і став там зіркою. Це викликало зрозуміле роздратування торсиди «Палмейраса». Потім у нього виникли проблеми у взаєминах з кращим захисником клубу Даріо Перейрою і воротарем Зеті.
Розійшовшись з «Палмейрасом», Леао прийшов в «Атлетико» (Курітіба), а потім відправився до Японії. Там спочатку працював з клубом «Сімідзу С-Палс», але найбільшого успіху домігся, перейшовши до «Верді Кавасакі». У 1992 році виграв з цим клубом Кубок Канагава. Потім повернувся до Бразилії, працював з «Жувентуде», у 1996 році знову приїхав в Японію, очоливши все той же «Верді Кавасакі». У грі «Верді» зримо відчувалась привнесена бразильцями пристрасть до індивідуальної віртуозної роботи з м'ячем, яка вдало схрестилася з японською енергією, працьовитістю, сумлінністю, побожним ставленням до всього, чого вимагає тренер. Закономірним підсумком цієї роботи став виграш «Верді Кавасакі» все в тому ж 1996 році Кубка Імператора.
У 1997 році, повернувшись до Бразилії, Леао став тренувати «Атлетіко» (Мінас-Жерайс) і виграв з цією командою Кубок КОНМЕБОЛ. Цей турнір був ускладнений для тренера великою неприємністю: у першому з двох вирішальних матчів з аргентинським клубом «Ланус», коли і повинен був визначитися володар Кубку, команда Леао виграла 4:1. Після закінчення поєдинку відбулася грандіозна бійка між гравцями, і один з місцевих уболівальників, вибігши на поле, завдав Леао сильний удар по обличчю. У підсумку — лікарня і операція.
На наступний рік Леао змінив Вандерлея Лушембурго на посаді тренера «Сантоса» і виграв тепер вже з цим клубом другий рік поспіль Кубок КОНМЕБОЛ.
У 1999 році він переїхав в Порту-Алегрі і врятував місцевий «Інтернасьйонал» від вильоту до другого дивізіону національного чемпіонату, за що заслужив визнання місцевої торсиди. Там же, в Порту-Алегрі, попрацював кілька місяців у «Греміо», але успіху не мав, і після не зовсім вдалого європейського турне цієї команди, на початку 2000 року був усунений. Пішов зі скандалом, звинувативши клуб у затримці належних йому виплат. Справа дійшла навіть до керівництва «Клубу 13», яке заявило про небажаність запрошення в інші клуби тренерів, які почали судові процеси зі своїми колишніми роботодавцями.
Після цього Леао повернувся в «Спорт Ресіфі» і виграв з ним чемпіонат штату Пернамбуко, а потім довів цю команду до чвертьфіналу національного чемпіонату. Після чого і був запрошений 19 жовтня 2000 року на посаду тренера національної збірної Бразилії замість вигнаного Вандерлея Лушембурго. Вже в той момент, коли Леао був запрошений у збірну і готувався провести одну зі своїх останніх ігор в ролі тренера «Спорта» (це був матч національного чемпіонату з «Віториєю»), він грубо образив суддю Фабіано Гонсалвеса, після чого вищий трибунал спортивної юстиції дискваліфікував його на 20 днів (хоча початкове рішення дисциплінарної комісії було ще більш суворим — 60 діб). Таким чином прем'єра Леао в ролі наставника збірної (у відбірному матчі з Колумбією, зіграному в Сан-Пауло 15 листопада: 1:0) виявилася зім'ятою. Тренер не підписував протокол, і перебував не біля кромки поля разом з запасними гравцями, а на трибунах.

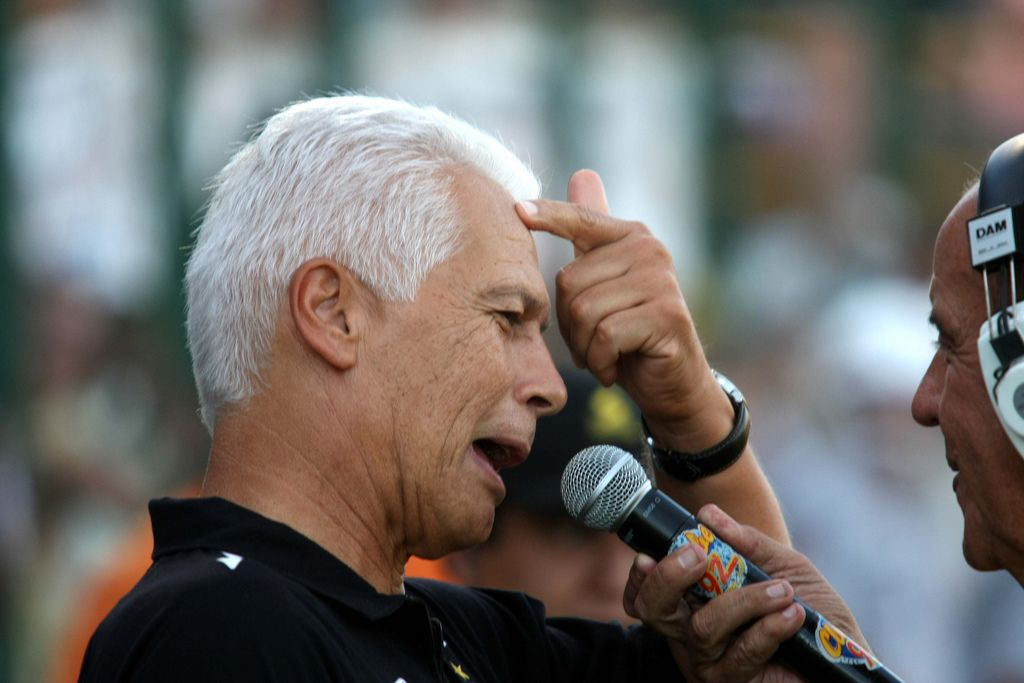
Емерсон Леао у 2008 році

Дебют Леао на чолі збірної відбувся того дня, коли вона починала другу половину відбіркового турніру: 15 листопада 2000 року в Сан-Пауло, Бразилія виграла 1:0 у Колумбії. Потім була майже тримісячна перерва, після якої відбулися дві товариські гри: 3 березня 2001 року в Лос-Анжелесі команда Леао обіграла збірну США з рахунком 2:1. Через чотири дні по дорозі додому їй не вдалося взяти реванш у мексиканців за поразку у фіналі торішнього Кубка Конфедерацій: в Мехіко збірні Бразилії та господарів поля зіграли 3:3.
У квітні поновилися відбіркові матчі. І відразу ж — невдача: 28 березня програно в Кіто (0:1) поєдинок з Еквадором, а 25 квітня — у Сан-Пауло — нічия (2:2) з перуанцями. Тобто було взяте одне очко з шести можливих. Це викликало розчарування і першу порцію критики на адресу «Лева». Він спробував сховатися від люті преси та торсиди «емігрувавши» разом зі своєю командою на Далекий Схід, поїхавши на Кубок Конфедерацій за участю низки збірних, серед яких були і майбутні учасники чемпіонату світу. Тут команда Леао проявила себе не кращим чином. Перший матч проти Камеруну був виграний 2:0, а потім розпочалися суцільні провали. Нульові нічиї з Канадою і Японією, програш Франції (1:2), а потім — вже зовсім жахливий провал — поразка від Австралії (0:1). Після цього Леао був відправлений у відставку. Причому ця відставка була здійснена в особливо принизливій формі: відразу ж після поразки від команди Австралії в Токіо пішла телеграма з Конфедерації бразильського футболу, в результаті чого незадовго до посадки в літак в аеропорту Наріта на рейс Токіо-Сан-Пауло Емерсон Леао отримав повідомлення про свою відставку і рекомендацію не робити ніяких заяв до повернення на батьківщину. Леао пішов на 225-й день після свого приходу до керма головної команди країни, залишивши за плечима невтішний підсумок: три перемоги, три поразки (у тому числі зовсім непрощенні — від Еквадору та Австралії!), і чотири нічиї (не рахуючи перемоги, здобутої в товариському матчі в Японії перед початком Кубка конфедерацій над командою «Верді Кавасакі»). В історії збірної це другий за «провальністю» результат діяльності її тренера. Найголовнішим невдахою досі залишається Жайме Барселос, який, прийнявши збірну Бразилії в березні 1940 року, протримався на посаді всього 26 днів і п'ять матчів, усі — у березні того ж року, з яких три були програні, один зіграний внічию і один виграний.
В подальшому працював з низкою бразильських клубів, а також японським «Віссел Кобе» та катарським «Аль-Саддом».
24 жовтня 2011 року Леао очолив клуб «Сан-Паулу». Контракт підписаний до кінця сезону 2011. Змінив на цьому посту Аділсона Батісту. 1 грудня 2011 року Леао продовжив контракт із «Сан-Паулу» на сезон 2012. 26 червня 2012 року тренер розірвав контракт з «Сан-Паулу» за взаємною згодою. Його наступником на цій посаді став Ней Франко.
30 серпня 2012 року призначений головним тренером клубу Серії B «Сан-Каетано». 25 жовтня 2012 року Леао був звільнений.

## Статистика
| Матчі і пропущені голи Леао за збірну Бразилії | Матчі і пропущені голи Леао за збірну Бразилії | Матчі і пропущені голи Леао за збірну Бразилії | Матчі і пропущені голи Леао за збірну Бразилії | Матчі і пропущені голи Леао за збірну Бразилії | Матчі і пропущені голи Леао за збірну Бразилії | Матчі і пропущені голи Леао за збірну Бразилії |
| ---------------------------------------------- | ---------------------------------------------- | ---------------------------------------------- | ---------------------------------------------- | ---------------------------------------------- | ---------------------------------------------- | ---------------------------------------------- |
| №                                              | Дата                                           | Суперник                                       | Рахунок                                        | Голи                                           | Турнір                                         |                                                |
| 1                                              | 8 березня 1970                                 | Аргентина                                      | 2:1                                            | 1                                              | Товариський матч                               |                                                |
| 2                                              | 22 березня 1970                                | Чилі                                           | 5:0                                            | -                                              | Товариський матч                               |                                                |
| 3                                              | 28 червня 1972                                 | Чехословаччина                                 | 0:0                                            | -                                              | Кубок незалежності Бразилії                    |                                                |
| 4                                              | 2 липня 1972                                   | Югославія                                      | 3:0                                            | -                                              | Кубок незалежності Бразилії                    |                                                |
| 5                                              | 5 липня 1972                                   | Шотландія                                      | 1:0                                            | -                                              | Кубок незалежності Бразилії                    |                                                |
| 6                                              | 9 липня 1972                                   | Португалія                                     | 1:0                                            | -                                              | Кубок незалежності Бразилії                    |                                                |
| 7                                              | 27 травня 1973                                 | Болівія                                        | 5:0                                            | -                                              | Товариський матч                               |                                                |
| 8                                              | 9 червня 1973                                  | Італія                                         | 0:2                                            | 2                                              | Товариський матч                               |                                                |
| 9                                              | 16 червня 1973                                 | ФРН                                            | 1:0                                            | -                                              | Товариський матч                               |                                                |
| 10                                             | 25 червня 1973                                 | Швеція                                         | 0:1                                            | 1                                              | Товариський матч                               |                                                |
| 11                                             | 30 червня 1973                                 | Шотландія                                      | 1:0                                            | -                                              | Товариський матч                               |                                                |
| 12                                             | 31 березня 1974                                | Мексика                                        | 1:1                                            | 1                                              | Товариський матч                               |                                                |
| 13                                             | 14 квітня 1974                                 | Болгарія                                       | 1:0                                            | -                                              | Товариський матч                               |                                                |
| 14                                             | 17 квітня 1974                                 | Румунія                                        | 2:0                                            | -                                              | Товариський матч                               |                                                |
| 15                                             | 21 квітня 1974                                 | Гаїті                                          | 4:0                                            | -                                              | Товариський матч                               |                                                |
| 16                                             | 28 квітня 1974                                 | Греція                                         | 0:0                                            | -                                              | Товариський матч                               |                                                |
| 17                                             | 1 травня 1974                                  | Австрія                                        | 0:0                                            | -                                              | Товариський матч                               |                                                |
| 18                                             | 5 травня 1974                                  | Ірландія                                       | 2:1                                            | 1                                              | Товариський матч                               |                                                |
| 19                                             | 12 травня 1974                                 | Парагвай                                       | 2:0                                            | -                                              | Товариський матч                               |                                                |
| 20                                             | 13 червня 1974                                 | Югославія                                      | 0:0                                            | -                                              | Чемпіонат світу 1974                           |                                                |
| 21                                             | 18 червня 1974                                 | Шотландія                                      | 0:0                                            | -                                              | Чемпіонат світу 1974                           |                                                |
| 22                                             | 22 червня 1974                                 | Заїр                                           | 3:0                                            | -                                              | Чемпіонат світу 1974                           |                                                |
| 23                                             | 26 червня 1974                                 | НДР                                            | 1:0                                            | -                                              | Чемпіонат світу 1974                           |                                                |
| 24                                             | 30 червня 1974                                 | Аргентина                                      | 2:1                                            | 1                                              | Чемпіонат світу 1974                           |                                                |
| 25                                             | 3 липня 1974                                   | Нідерланди                                     | 0:2                                            | 2                                              | Чемпіонат світу 1974                           |                                                |
| 26                                             | 6 липня 1974                                   | Польща                                         | 0:1                                            | 1                                              | Чемпіонат світу 1974                           |                                                |
| 27                                             | 23 травня 1976                                 | Англія                                         | 1:0                                            | -                                              | Кубок двохсотріччя США                         |                                                |
| 28                                             | 31 травня 1976                                 | Італія                                         | 4:1                                            | 1                                              | Кубок двохсотріччя США                         |                                                |
| 29                                             | 4 червня 1976                                  | Мексика                                        | 3:0                                            | -                                              | Товариський матч                               |                                                |
| 30                                             | 9 червня 1976                                  | Парагвай                                       | 3:1                                            | 1                                              | Кубок Освалдо Круза                            |                                                |
| 31                                             | 1 грудня 1976                                  | СРСР                                           | 2:0                                            | -                                              | Товариський матч                               |                                                |
| 32                                             | 23 січня 1977                                  | Болгарія                                       | 1:0                                            | -                                              | Товариський матч                               |                                                |
| 33                                             | 20 лютого 1977                                 | Колумбія                                       | 0:0                                            | -                                              | Відбірковий матч до ЧС 1978                    |                                                |
| 34                                             | 9 березня 1977                                 | Колумбія                                       | 6:0                                            | -                                              | Відбірковий матч до ЧС 1978                    |                                                |
| 35                                             | 13 березня 1977                                | Парагвай                                       | 1:0                                            | -                                              | Відбірковий матч до ЧС 1978                    |                                                |
| 36                                             | 20 березня 1977                                | Парагвай                                       | 1:1                                            | 1                                              | Відбірковий матч до ЧС 1978                    |                                                |
| 37                                             | 8 червня 1977                                  | Англія                                         | 0:0                                            | -                                              | Товариський матч                               |                                                |
| 38                                             | 12 червня 1977                                 | ФРН                                            | 1:1                                            | 1                                              | Товариський матч                               |                                                |
| 39                                             | 19 червня 1977                                 | Польща                                         | 3:1                                            | 1                                              | Товариський матч                               |                                                |
| 40                                             | 23 червня 1977                                 | Шотландія                                      | 2:0                                            | -                                              | Товариський матч                               |                                                |
| 41                                             | 26 червня 1977                                 | Югославія                                      | 0:0                                            | -                                              | Товариський матч                               |                                                |
| 42                                             | 30 червня 1977                                 | Франція                                        | 2:2                                            | 2                                              | Товариський матч                               |                                                |
| 43                                             | 10 липня 1977                                  | Перу                                           | 1:0                                            | -                                              | Відбірковий матч до ЧС 1978                    |                                                |
| 44                                             | 14 липня 1977                                  | Болівія                                        | 8:0                                            | -                                              | Відбірковий матч до ЧС 1978                    |                                                |
| 45                                             | 1 квітня 1978                                  | Франція                                        | 0:1                                            | 1                                              | Товариський матч                               |                                                |
| 46                                             | 5 квітня 1978                                  | ФРН                                            | 1:0                                            | -                                              | Товариський матч                               |                                                |
| 47                                             | 19 квітня 1978                                 | Англія                                         | 1:1                                            | 1                                              | Товариський матч                               |                                                |
| 48                                             | 1 травня 1978                                  | Перу                                           | 3:0                                            | -                                              | Товариський матч                               |                                                |
| 49                                             | 17 травня 1978                                 | Чехословаччина                                 | 2:0                                            | -                                              | Товариський матч                               |                                                |
| 50                                             | 3 червня 1978                                  | Швеція                                         | 1:1                                            | 1                                              | Чемпіонат світу 1978                           |                                                |
| 51                                             | 7 червня 1978                                  | Іспанія                                        | 0:0                                            | -                                              | Чемпіонат світу 1978                           |                                                |
| 52                                             | 11 червня 1978                                 | Австрія                                        | 1:0                                            | -                                              | Чемпіонат світу 1978                           |                                                |
| 53                                             | 14 червня 1978                                 | Перу                                           | 3:0                                            | -                                              | Чемпіонат світу 1978                           |                                                |
| 54                                             | 18 червня 1978                                 | Аргентина                                      | 0:0                                            | -                                              | Чемпіонат світу 1978                           |                                                |
| 55                                             | 21 червня 1978                                 | Польща                                         | 3:1                                            | 1                                              | Чемпіонат світу 1978                           |                                                |
| 56                                             | 24 червня 1978                                 | Італія                                         | 2:1                                            | 1                                              | Чемпіонат світу 1978                           |                                                |
| 57                                             | 17 травня 1979                                 | Парагвай                                       | 6:0                                            | -                                              | Товариський матч                               |                                                |
| 58                                             | 31 травня 1979                                 | Уругвай                                        | 5:1                                            | 1                                              | Товариський матч                               |                                                |
| 59                                             | 26 липня 1979                                  | Болівія                                        | 1:2                                            | 2                                              | Кубок Америки 1979                             |                                                |
| 60                                             | 2 серпня 1979                                  | Аргентина                                      | 2:1                                            | 1                                              | Кубок Америки 1979                             |                                                |
| 61                                             | 16 серпня 1979                                 | Болівія                                        | 2:0                                            | -                                              | Кубок Америки 1979                             |                                                |
| 62                                             | 23 серпня 1979                                 | Аргентина                                      | 2:2                                            | 2                                              | Кубок Америки 1979                             |                                                |
| 63                                             | 24 жовтня 1979                                 | Парагвай                                       | 1:2                                            | 2                                              | Кубок Америки 1979                             |                                                |
| 64                                             | 31 жовтня 1979                                 | Парагвай                                       | 2:2                                            | 2                                              | Кубок Америки 1979                             |                                                |
| 65                                             | 28 квітня 1983                                 | Чилі                                           | 3:2                                            | 2                                              | Товариський матч                               |                                                |
| 66                                             | 8 червня 1983                                  | Португалія                                     | 4:0                                            | -                                              | Товариський матч                               |                                                |
| 67                                             | 12 червня 1983                                 | Уельс                                          | 1:1                                            | 1                                              | Товариський матч                               |                                                |
| 68                                             | 17 червня 1983                                 | Швейцарія                                      | 2:1                                            | 1                                              | Товариський матч                               |                                                |
| 69                                             | 22 червня 1983                                 | Швеція                                         | 3:3                                            | 3                                              | Товариський матч                               |                                                |
| 70                                             | 28 липня 1983                                  | Чилі                                           | 0:0                                            | -                                              | Товариський матч                               |                                                |
| 71                                             | 17 серпня 1983                                 | Еквадор                                        | 1:0                                            | -                                              | Кубок Америки 1983                             |                                                |
| 72                                             | 24 серпня 1983                                 | Аргентина                                      | 0:1                                            | 1                                              | Кубок Америки 1983                             |                                                |
| 73                                             | 1 вересня 1983                                 | Еквадор                                        | 5:0                                            | -                                              | Кубок Америки 1983                             |                                                |
| 74                                             | 14 вересня 1983                                | Аргентина                                      | 0:0                                            | -                                              | Кубок Америки 1983                             |                                                |
| 75                                             | 13 жовтня 1983                                 | Парагвай                                       | 1:1                                            | 1                                              | Кубок Америки 1983                             |                                                |
| 76                                             | 20 жовтня 1983                                 | Парагвай                                       | 0:0                                            | -                                              | Кубок Америки 1983                             |                                                |
| 77                                             | 27 жовтня 1983                                 | Уругвай                                        | 0:2                                            | 2                                              | Кубок Америки 1983                             |                                                |
| 78                                             | 4 листопада 1983                               | Уругвай                                        | 1:1                                            | 1                                              | Кубок Америки 1983                             |                                                |
| 79                                             | 16 березня 1986                                | Угорщина                                       | 0:3                                            | 3                                              | Товариський матч                               |                                                |
| 80                                             | 30 квітня 1986                                 | Югославія                                      | 4:2                                            | 2                                              | Товариський матч                               |                                                |

Разом: 80 матчів / 49 пропущених голів; 45 перемог, 25 нічиїх, 10 поразок.
| Неофіційні матчі і пропущені голи Леао за збірну Бразилії | Неофіційні матчі і пропущені голи Леао за збірну Бразилії | Неофіційні матчі і пропущені голи Леао за збірну Бразилії | Неофіційні матчі і пропущені голи Леао за збірну Бразилії | Неофіційні матчі і пропущені голи Леао за збірну Бразилії | Неофіційні матчі і пропущені голи Леао за збірну Бразилії | Неофіційні матчі і пропущені голи Леао за збірну Бразилії |
| --------------------------------------------------------- | --------------------------------------------------------- | --------------------------------------------------------- | --------------------------------------------------------- | --------------------------------------------------------- | --------------------------------------------------------- | --------------------------------------------------------- |
| №                                                         | Дата                                                      | Суперник                                                  | Рахунок                                                   | Голи                                                      | Турнір                                                    |                                                           |
| 1                                                         | 5 квітня 1970                                             | Збірна штату Амазонас                                     | 4:1                                                       | 1                                                         | Товариський матч                                          |                                                           |
| 2                                                         | 19 квітня 1970                                            | Збірна штату Мінас-Жерайс                                 | 3:1                                                       | 1                                                         | Товариський матч                                          |                                                           |
| 3                                                         | 24 травня 1970                                            | «Ірапурато»                                               | 3:0                                                       | -                                                         | Товариський матч                                          |                                                           |
| 4                                                         | 10 червня 1972                                            | Олімпійська збірна Бразилії                               | 2:1                                                       | 1                                                         | Товариський матч                                          |                                                           |
| 5                                                         | 13 червня 1972                                            | «Гамбург»                                                 | 2:0                                                       | -                                                         | Товариський матч                                          |                                                           |
| 6                                                         | 17 червня 1972                                            | Збірна штату Ріу-Гранді-ду-Сул                            | 3:3                                                       | 3                                                         | Товариський матч                                          |                                                           |
| 7                                                         | 3 липня 1973                                              | Об'єднана збірна Ірландії                                 | 4:3                                                       | 3                                                         | Товариський матч                                          |                                                           |
| 8                                                         | 19 грудня 1973                                            | Збірна легіонерів                                         | 2:1                                                       | 1                                                         | Товариський матч                                          |                                                           |
| 9                                                         | 3 червня 1974                                             | Збірна Базеля                                             | 5:2                                                       | 2                                                         | Товариський матч                                          |                                                           |
| 10                                                        | 28 травня 1976                                            | Збірна американської ліги                                 | 2:0                                                       | -                                                         | Кубок двохсотріччя США                                    |                                                           |
| 11                                                        | 6 жовтня 1976                                             | «Фламенго»                                                | 0:2                                                       | 2                                                         | Товариський матч                                          |                                                           |
| 12                                                        | 25 січня 1977                                             | Збірна штату Сан-Паулу                                    | 2:0                                                       | -                                                         | Товариський матч                                          |                                                           |
| 13                                                        | 30 січня 1977                                             | Збірна Фламенго і Флуміненсе                              | 1:1                                                       | 1                                                         | Товариський матч                                          |                                                           |
| 14                                                        | 6 лютого 1977                                             | «Мільйонаріос»                                            | 2:0                                                       | -                                                         | Товариський матч                                          |                                                           |
| 15                                                        | 3 березня 1977                                            | Збірна Васко да Гама і Ботафого                           | 6:1                                                       | 1                                                         | Товариський матч                                          |                                                           |
| 16                                                        | 5 червня 1977                                             | Збірна штату Ріо-де-Жанейро                               | 4:2                                                       | 2                                                         | Товариський матч                                          |                                                           |
| 17                                                        | 16 червня 1977                                            | Збірна штату Сан-Паулу                                    | 1:1                                                       | 1                                                         | Товариський матч                                          |                                                           |
| 18                                                        | 12 жовтня 1977                                            | «Мілан»                                                   | 3:0                                                       | -                                                         | Товариський матч                                          |                                                           |
| 19                                                        | 12 березня 1978                                           | Неофіційна збірна Ріо-де-Жанейро                          | 7:0                                                       | -                                                         | Товариський матч                                          |                                                           |
| 20                                                        | 19 березня 1978                                           | Збірна штату Гояс                                         | 3:1                                                       | 1                                                         | Товариський матч                                          |                                                           |
| 21                                                        | 22 березня 1978                                           | Збірна штату Парана                                       | 1:0                                                       | -                                                         | Товариський матч                                          |                                                           |
| 22                                                        | 10 квітня 1978                                            | «Аль-Аглі» (Джидда)                                       | 6:1                                                       | 1                                                         | Товариський матч                                          |                                                           |
| 23                                                        | 13 квітня 1978                                            | «Інтернаціонале»                                          | 2:0                                                       | -                                                         | Товариський матч                                          |                                                           |
| 24                                                        | 21 квітня 1978                                            | «Атлетіко Мадрид»                                         | 3:0                                                       | -                                                         | Товариський матч                                          |                                                           |
| 25                                                        | 13 травня 1978                                            | Збірна штату Пернамбуку                                   | 0:0                                                       | -                                                         | Товариський матч                                          |                                                           |
| 26                                                        | 25 травня 1978                                            | Збірна штату Ріу-Гранді-ду-Сул                            | 2:2                                                       | 2                                                         | Товариський матч                                          |                                                           |
| 27                                                        | 21 червня 1979                                            | «Аякс»                                                    | 5:0                                                       | -                                                         | Товариський матч                                          |                                                           |

Разом: 27 матчів / 23 пропущені голи; 21 перемога, 5 нічиїх, 1 поразка.

## Досягнення

### Командні
Збірна Бразилії
- Чемпіон світу: 1970
- Бронзовий призер чемпіонату світу: 1978
- Срібний призер Кубку Америки: 1979, 1983
- Володар Кубка Рока (2): 1971, 1976
- Володар Кубка незалежності Бразилії: 1972
- Володар Кубка Освалдо Круза: 1976
- Володар Кубку Атлантики: 1976

 «Палмейрас»
- Володар Кубка Робертао: 1969
- Чемпіон Бразилії (2): 1972, 1973
- Срібний призер чемпіонату Бразилії: 1978
- Чемпіон штату Сан-Паулу (3): 1972, 1974, 1976
- Срібний призер чемпіонату штату Сан-Паулу (4): 1969, 1970, 1971, 1973

 «Васко да Гама»
- Срібний призер чемпіонату Бразилії: 1979
- Срібний призер чемпіонату штату Ріо-де-Жанейро (2): 1979, 1980

 «Греміо»
- Чемпіон Бразилії: 1981
- Срібний призер чемпіонату Бразилії: 1982
- Чемпіон штату Ріу-Гранді-ду-Сул: 1980
- Срібний призер чемпіонату штату Ріу-Гранді-ду-Сул (2): 1981, 1982

 «Корінтіанс»
- Чемпіон штату Сан-Паулу: 1983

### Тренерські
«Спорт Ресіфі»
- Чемпіон Бразилії: 1987
- Чемпіон штату Пернамбуку: 2000

 «Юмурі Верді»
- Володар Кубку Японії: 1996

 «Атлетіко Мінейро»
- Володар Кубка КОНМЕБОЛ: 1997

 «Сантос»
- Чемпіон Бразилії: 2002
- Володар Кубка КОНМЕБОЛ: 1998

 «Сан-Паулу»
Чемпіон штату Сан-Паулу: 2005

### Особисті
- Володар «Срібного м'яча» Бразилії: 1972

## Характер
В кожному клубі Леао мав серйозні проблеми, причиною яких в переважній більшості випадків був його складний характер, його сильна, але суперечлива натура, його нервовий, часом примхливий характер. Всюди і скрізь він був чи намагався стати лідером, тиснути своїм авторитетом, ставати з перших же хвилин господарем становища.
Леао дійсно грав, як лев, що в перекладі з португальської означає його прізвище. Здійснював неймовірні стрибки і польоти за важкими м'ячами, витягуючи їх з найбільш, здавалося б, уразливих кутів. І як «цар звірів» не зносив ніяких зауважень, не кажучи вже про критику або окрики. Він заводився з півслова, і в будь-яку хвилину готовий був кинутися з кулаками на кривдника.
Про його незлагідну вдачу знали скрізь. І майже при кожному переході з клубу в клуб у нього виникали проблеми з новою командою, яка зустрічала прибульця насторожено, іноді навіть відверто ворожо.
Говорячи про його характер, не можна не згадати і про всезагальне жіноче обожнювання, що оточувало його на кожному кроці і в кожному клубі. Леао був кумиром багатьох бразилійок. Причина проста: він дійсно був красенем і чепуруном. Першим серед бразильських воротарів став грати в яскравих, строкатих і смугастих футболках. Поза полем одягався завжди з голочки і за найостаннішою модою. У 1985 році проведене в країні досить широке опитування серед жінок дало йому титул володаря «найкрасивіших ніг».
Незабаром після цього він потряс жіночу публіку і обурив сильну половину людства тим, що продав своє зображення для реклами білизняних чоловічих трусів моделі «Куекас Дог». 110 гігантських плакатів із зображенням Лева" усіяли Сан-Пауло, ще більше посиливши негативне ставлення колег до нього. Тим більше, коли стало відомо, що фірма «Доги» подвоїла продаж цієї продукції (з 400 до 800 тисяч штук в перший же рік, причому 70 % покупок були зроблені жінками). Утім до цього часу продаж свого імені або свого зображення для реклами якогось товару вже не була чимось ганебним, негарним або протиприродним. І Леао за прикладом Пеле та інших професіоналів неодноразово продавав своє ім'я, своє обличчя і свої ноги для рекламних і піарівських акцій, що просували шоколад та електротовари, молочні продукти і курчат, телевізори і банківські послуги.